# Rivolta di santa Scolastica

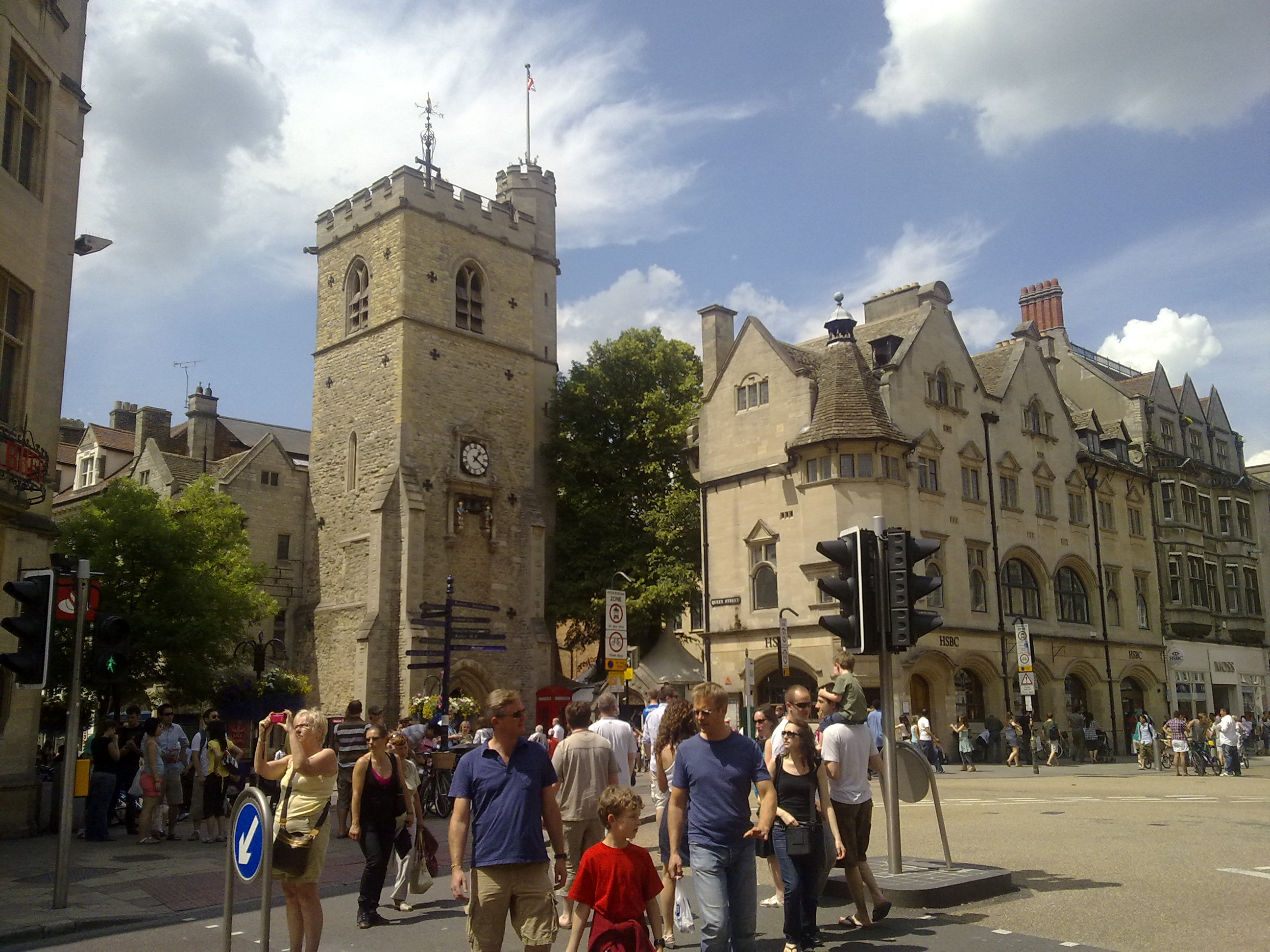
Carfax Tower, edificio risalente al XIII secolo, testimone degli eventi

La rivolta di santa Scolastica fu una sanguinosa sommossa studentesca e accademica che scoppiò nella città universitaria di Oxford il 10 febbraio 1355, giorno dedicato alla omonima santa, e ne agitò per alcuni giorni la vita sociale e la convivenza tra la popolazione studentesca e la gente locale.
I tumulti videro contrapporsi gli studenti attratti in città per frequentarvi l'Università di Oxford e la popolazione cittadina; la conclusione della rivolta segnò una vittoria politica per la componente studentesca, pur sconfitta sul piano della violenza fisica. La rivolta fu il momento storico in cui giunsero alla loro acme le frequenti tensioni che percorrevano e agitavano la vita sociale della città e i rapporti tra la fazione autoctona e quella accademica (racchiusi nell'espressione anglosassone Town and gown, "città e toga"), una situazione di conflittualità che fu tipica, peraltro, di moltissime città universitarie del Medioevo, la cui storia è segnata da attriti e costellata di rivolte e scontri violenti.
Fu uno degli eventi più celebri della storia di Oxford e della sua università, e dei rapporti intrattenuti con la cittadina dalla numerosa popolazione universitaria. Nonostante la sconfitta sul campo della fazione accademica, l'esito della sommossa risultò favorevole a quest'ultima parte. La rivolta non fu in grado sedare per sempre le tensioni, che continuarono a percorrere la vita sociale della cittadina senza però mai più giungere a esiti cruenti.

## Storia

### Contesto storico e sociale
La rivolta si inserisce in un contesto che aveva visto emergere le università medievali, un fenomeno storico e culturale che aveva ricevuto notevole attenzione da parte di sovrani che avevano fatto, delle nascenti istituzioni, l'oggetto di privilegi e garanzie. Questa benevolenza si era già manifestata nel clima di rinascita culturale del XII secolo, quanto Federico Barbarossa, Sacro romano imperatore, promulgando a Bologna la Authentica Habita, aveva codificato uno status di autonomia, indipendenza e privilegi per studenti, studiosi, e clerici vagantes. In Inghilterra si erano andate affermando l'Università di Oxford e l'ateneo di Cambridge che ricevettero una notevole attenzione dal re d'Inghilterra Enrico III: questi rafforzò e regolò i poteri e i privilegi già vantati e incoraggiò la mobilità accademica di studiosi provenienti dalla Sorbona di Parigi al fine di insegnare nelle due università.
Questo statuto di autonomia accademica, di poteri e privilegi, fu causa di continue tensioni e conflitti con le popolazioni autoctone. La rivolta di santa Scolastica da Norcia fu l'evento culminante di una serie di sommosse e tumulti che avevano agitato i difficili rapporti in città e che avevano già portato a oltre 90 morti.

### L'incidente nella taverna Swindlestock
Il casus belli che fece esplodere le tensioni fu una rissa da osteria, nata da un alterco nella Swindlestock Tavern (il cui edificio, che tuttora sopravvive, ora ospita la Santander Bank a Carfax, nell'angolo in cui si intersecano via St Aldate's e Queen Street) tra due studenti dell'Università di Oxford, Walter Spryngeheuse e Roger de Chesterfield, e l'oste della taverna, John Croidon. I due studenti si erano lamentati con l'oste della qualità scadente delle bevande vendute nella bettola e il loro affronto portò a uno scambio di "parole forti" che culminò nel gesto con cui i due studenti scagliarono il contenuto delle loro coppe sul volto dell'oste e lo aggredirono. La notizia dell'incidente scatenò la rappresaglia e portò le fazioni opposte a confrontarsi in scontri armati.
Il sindaco di Oxford, John de Bereford, chiese al Cancelliere dell'Università di Oxford, Humphrey de Cherlton, di arrestare i due studenti, ma la richiesta non ottenne alcun risultato. Di contro, 200 studenti appoggiarono i loro colleghi Spryngeheuse e Chesterfield e, presumibilmente, assaltarono il sindaco e altri cittadini. L'episodio scaldò gli animi è provocò l'escalation della situazione: genti insorte provenienti dalle contrade e dalle campagne circostanti si riversarono in città all'urlo di "Havac! Havoc! Smyt fast, give gode knocks!" (All'assalto! All'assalto! Colpisci veloce, colpisci bene!").
Ne nacque un tumulto che si protrasse per due giorni e causò la morte di 93 persone, 63 studenti e 30 locali. Alla fine, la fazione accademica fu sconfitta.

### Soluzione della controversia
La disputa fu infine risolta in favore dell'Università di Oxford con l'emissione di un decreto speciale che garantiva tutele e privilegi alla popolazione accademica. Da allora in poi, il 10 febbraio di ogni anno, in occasione della ricorrenza di santa Scolastica, il sindaco e i consiglieri della città dovettero marciare a capo scoperto per le vie cittadine e pagare all'università una multa di un centesimo per ogni studente ucciso, per un totale di 5 scellini e 3 penny. La tradizione di questa manifestazione pubblica di penitenza si sarebbe conclusa 470 anni più tardi, nel 1825 (1835 secondo altri autori), quando il sindaco dell'epoca rifiutò di prendervi parte.
Nonostante l'esito favorevole per la fazione accademica, la rivolta non fu in grado di risolvere del tutto e sedare per sempre le tensioni, che continuarono a covare sotto traccia nel tempo: questi attriti, tuttavia, dopo la cruenta rivolta del 1355 non giunsero mai più a versamenti di sangue e a esiti violenti.

### Memoria storica

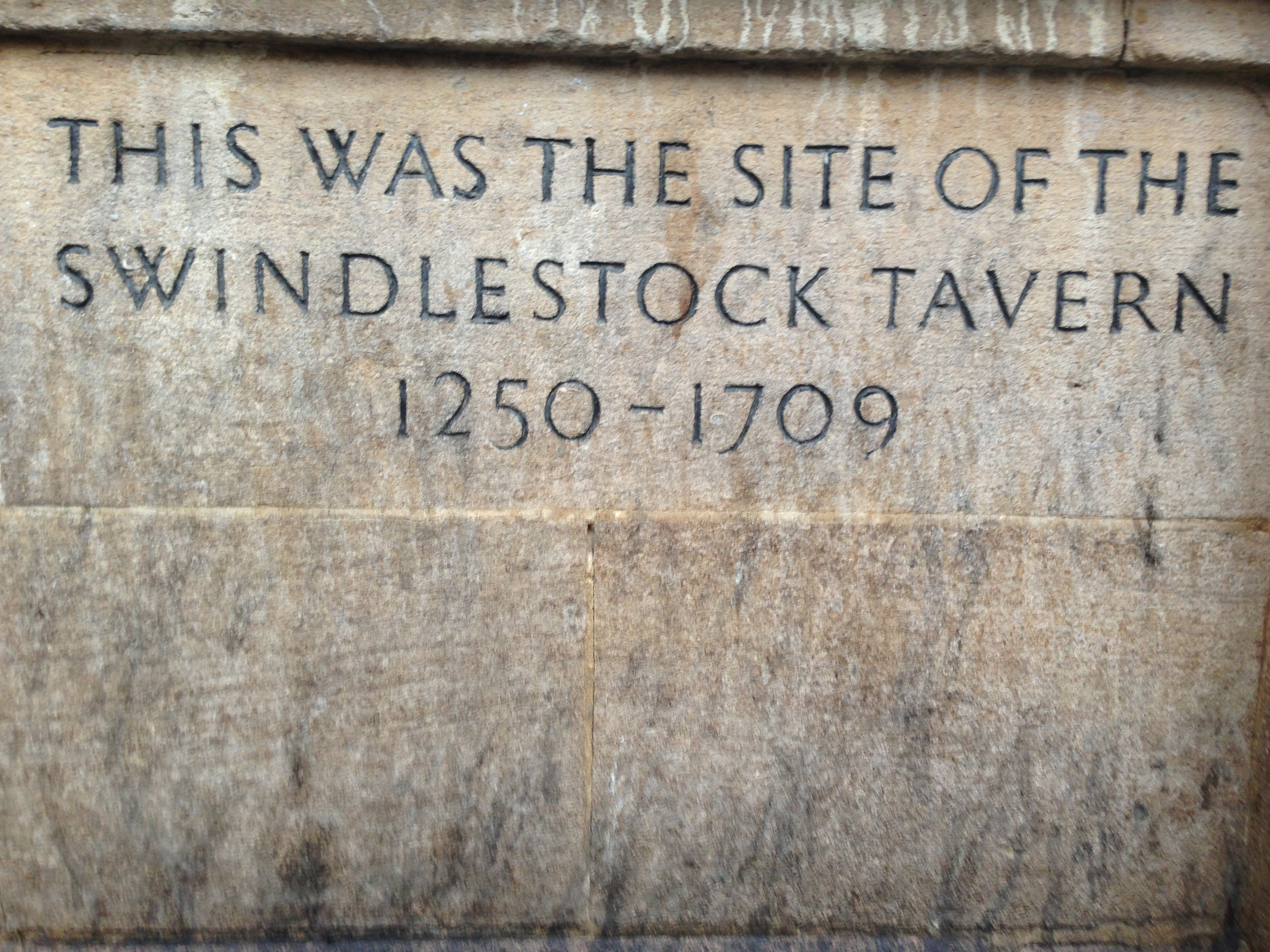
Un'epigrafe ricorda l'ubicazione della storica taverna, dal 1250 al 1709

Il trascorrere del tempo ha depositato e conservato una vivida e riconoscibile memoria storica dell'evento, un retaggio testimoniato anche dalla già citata tradizione accademica della cerimonia di sottomissione cittadina estintasi nei primi decenni dell'Ottocento.
L'incidente e gli scontri che ne seguirono sono ricordati in un romanzo degli anni '50 dell'Ottocento, The Adventures of Mr. Verdant Green, di Cuthbert Bede, in cui si narrano le esperienze di una matricola a Oxford: nella narrazione, gli studenti ancora percepiscono il St Scholastica's Day come occasione di confronto.
Il 10 febbraio 1955, nel 600º anniversario dei luttuosi eventi, la commemorazione dei moti studenteschi di santa Scolastica fornì l'occasione per una simbolica pacificazione, suggellata da due atti simbolici di reciproca riconciliazione: l'Università di Oxford conferì al sindaco un titolo onorifico, mentre l'autorità cittadina conferì al Vice-cancelliere di Oxford la cittadinanza onoraria.
A ricordare la sede della storica osteria Swindlestock dal 1250 al 1709 vi è un'iscrizione incisa al livello della strada in corrispondenza della sua antica ubicazione.